# Jake Mandell
Jake (Jakob) Mandell (* 12. September 1975 in Woodstock) ist ein US-amerikanischer Musiker. Mandell studierte Neurobiologie und Medizin in New York City, gründete sein Musik-Label Kodama. 2000 ging er nach Berlin um bei der Musiksoftwarefirma Native Instruments als Programmierer zu arbeiten und veröffentlichte diverse CDs u. a. auch bei den Labels Worm Interface, Force Inc. Music Works, Carpark und Kanzleramt Records und trat auch als Life-DJ auf Festivals wie dem Sonar in Barcelona auf. 2001 war er zusammen mit dem Videokünstler Jeffers Egan an der Musik-DVD Slither beteiligt, welche u. a. auf der Transmediale lief und für diverse Preise nominiert wurde. Nach einer Beziehung zur Schauspielerin Miriam Glinka ist er jetzt mit der Künstlerin Julie Hom-Mandell verheiratet und lebt abwechselnd in New York und Berlin.

## Preise und Nominierungen (Auszug)
- 2002 Slither – Musikwoche: DVD der Woche,
- 2002 Slither – Nominierung für den Popkomm-Award "Best Surround Production",
- 2002 Slither – Nominierung für den Hal-Award, im Rahmen der D-Motion-Konferenz und dem Festival für Interaktive Medien in Halle